# 認定電気工事従事者
認定電気工事従事者（にんていでんきこうじじゅうじしゃ）とは、経済産業大臣（交付、事務取扱は出先機関の産業保安監督部長）により認定される自家用電気工作物の電気工事に従事できる資格である。

## 概要
認定電気工事従事者は、工場やビルなどの自家用電気工作物のうち、簡易電気工事（電圧600V以下で使用する自家用電気工作物（最大電力500kW未満の需要設備））を行うことができる資格である。
電気工事士法では、最大電力500kW未満の自家用電気工作物の工事（ネオン設備と非常用予備発電を除く）は第一種電気工事士が行うことと定められている 。しかし、第一種電気工事士以外の者が自家用電気工作物に携わる場面は多く、そうした者が一定の条件の下に、所定の工事に従事出来るよう国が認定する制度が認定電気工事従事者の資格制度である。
つまり、第一種電気工事士のうちの低圧自家用工作物限定免許であると考えて差し支えない。
なお開業に必要な電気工事業登録については、認定電気工事従事者と第二種電気工事士の資格があれば自家用・一般用で行うことが出来る（低圧限定だが登録の際高圧回路用計測器の常備は必要）。
| 資格                                      | 一般用 電気工作物 | 自家用電気工作物 | 自家用電気工作物      | 自家用電気工作物 | 自家用電気工作物 |
| ----------------------------------------- | ----------------- | ---------------- | --------------------- | ---------------- | ---------------- |
| 資格                                      | 一般用 電気工作物 | 500kW未満        |                       |                  |                  |
| 資格                                      | 一般用 電気工作物 | 右記以外         | 電線路除く・ 600V以下 | ネオン設備       | 非常用 予備発電  |
| 第一種電気工事士                          | ○                 | ○                | ○                     | ×                | ×                |
| 第二種電気工事士                          | ○                 | ×                | ×                     | ×                | ×                |
| 認定電気工事従事者                        | ×                 | ×                | ○                     | ×                | ×                |
| 特種電気工事資格者 （ネオン）             | ×                 | ×                | ×                     | ○                | ×                |
| 特種電気工事資格者 （非常用予備発電装置） | ×                 | ×                | ×                     | ×                | ○                |

## 資格認定条件
次の資格認定条件を満たし、住所地を管轄する各産業保安監督部長に申請することで認定される（電気工事士法）。
- 第一種電気工事士試験に合格した者（第一種電気工事士の免状取得には実務経験が必要であるが、認定電気工事従事者の資格を得れば一定範囲の実務従事は可能になる）
- 第二種電気工事士免状または旧電気工事士免状[1]交付を受けた後、軽微な工事、特種電気工事、電圧50,000ボルト以上で使用する架空電線路に係る工事及び保安通信設備に係る工事以外の工事に関し3年以上の実務経験を有する者
- 第二種電気工事士免状または旧電気工事士免状[1]交付を受けた後、経済産業大臣が定める簡易電気工事に関する講習（認定電気工事従事者認定講習）の課程を修了した者
- 電気主任技術者または電気事業主任技術者[2]であって免状交付後3年以上の実務経験を有する者
- 電気主任技術者または電気事業主任技術者[2]であって認定電気工事従事者認定講習の課程を修了した者
- その他同等以上の知識及び技能を有していると経済産業大臣が認定した者

※現在、認定電気工事従事者認定講習については、一般財団法人電気工事技術講習センターが行っている。